# Абу Табид II
Абу Табид ибн Абу Ташуфин, или Абу Табид II (ум. 1393) ― десятый правитель Тлемсена из династии Абдальвадидов (1393). 

## Биография
Абу-Табид II был старшим сыном Абу Ташуфина II. Он принял престол после смерти отца, но правил в течение всего сорока дней.
По данным хронистов, он был очень образованным и воспитанным человеком, с высокими моральными качествами и очень уважаемым, и демонстрировал хорошие навыки управления государством в то недолгое время, которое ему было отведено. Через шесть недель после восшествия на престол его дядя Абуль Хаджджадж I ворвался с солдатами в его покои и убил правителя, провозгласив себя новым эмиром.